# Abraham Gragera
Abraham Gragera López (Madrid, 19 de noviembre de 1973) es un poeta español en lengua castellana. 

## Biografía
Licenciado en Bellas Artes por la Universidad de Salamanca. Su obra aparece en diversos recuentos y antologías de la poesía reciente. Dirigió, junto a Juan Carlos Reche, la revista de poesía Años diez.

## Obra poética
- Adiós a la época de los grandes caracteres (Valencia, Pre-Textos, 2005).

- El tiempo menos solo (Valencia, Pre-Textos, 2012). Premio El Ojo Crítico de RNE, 2013.

- O Futuro (Valencia, Pre-Textos, 2017). Premio Mejor libro del año 2017, concedido por el Gremio de Libreros de Madrid, y Premio de la Crítica de Madrid 2017.

- Die weniger einsame Zeit. Antología poética. Selección y traducción de Piero Salabè, (Munich, Carl Hanser Verlag, 2022). Finalista del  Zbigniew Herbert International Literary Award, 2023.

- La domesticación (Valencia, Pre-Textos, 2025).

## Inclusión en antologías
- La lógica de Orfeo, de Luis Antonio de Villena, editor, Madrid, Visor, 2003.
- Veinticinco poetas españoles jóvenes, de Ariadna G. García, Guillermo López Gallego, y Álvaro Tato, coords., Madrid, Hiperión, 2003.
- Deshabitados, de Juan Carlos Abril, editor, Granada, Maillot Amarillo, 2008.
- Inclusión en el cuaderno Por dónde camina la poesía española. Revista Letra internacional 98. Número 98. Primavera del 2008. Fundación Pablo Iglesias.
- Para los años diez (Ed. de Juan Carlos Reche). Editorial HUM, Montevideo, 2011.
- Centros de gravedad, de José Andújar Almansa, editor. Valencia, Pre-Textos, 2018.

## Traducciones
- Ararat, de Louise Glück (poesía). (Pre-Textos, Valencia, 2008.)
- Migración, de W. S. Merwin (poesía). (Pre-Textos, Valencia, 2009.)
- Georges de la Tour, de Pascal Quignard (ensayo). (Pre-Textos, Valencia, 2010.)
- Averno, de Louise Glück (poesía). (Pre-Textos, Valencia, 2011.)
- Pensamientos despeinados, de S. J. Lec (filosofía). (Pre-Textos, Valencia, 2014.)
- El libro de la fama, de Lloyd Jones (Narrativa). (Gallo Nero Ed., Madrid, 2017.)
- De Adolf a Hitler, de Thomas Weber (Historia). (Taurus, Barcelona, 2018.)
- Preferiría ser amada, antología de poemas y cartas de Emily Dickinson (Poesía). (Nórdica, Madrid, 2018.)
- El secreto de la oropéndola, de Emily Dickinson (Poesía). (Nórdica, Madrid, 2024.)
- Hablando con mi cuerpo, de Anna Swir (Poesía). (Valencia, Pre-Textos, 2024.)